# NGC 7491
NGC 7491 (również PGC 70546) – galaktyka spiralna (Sbc), znajdująca się w gwiazdozbiorze Wodnika. Odkrył ją Édouard Jean-Marie Stephan 21 sierpnia 1881 roku.